# Prymnesine
Prymnesine sind Algentoxine, die von Prymnesium parvum abgesondert werden. Es handelt sich um hochmolekulare Polyether. Sie zeigen starke zytotoxische, hämolytische, neurotoxische und piscizide Wirkungen. Kommt es bei hohen Salzgehalten zu einer Algenblüte, können Substanzen dieser Gruppe für massives Fischsterben verantwortlich sein.

## Typ A

Prym1

Prymnesin-1 (Prym1) ist eine zu den Typ-A-Prymnesinen gehörende Substanz. Dies ist eine Klasse von P. parvum gebildeter hämolytischer Phykotoxine, Polyether mit Leiterrahmen-Aufbau.

Prym2

Prymnesin-2 (Prym2) ist eine weitere organische Verbindung aus der Klasse der Typ-A-Prymnesine, die von P. parvum gebildet wird.
Auch diese Substanz hat starke hämolytische und ichthyotoxische Eigenschaften.
In gereinigter Form erscheint sie als blassgelber Feststoff.

## Typ B

PrymB1

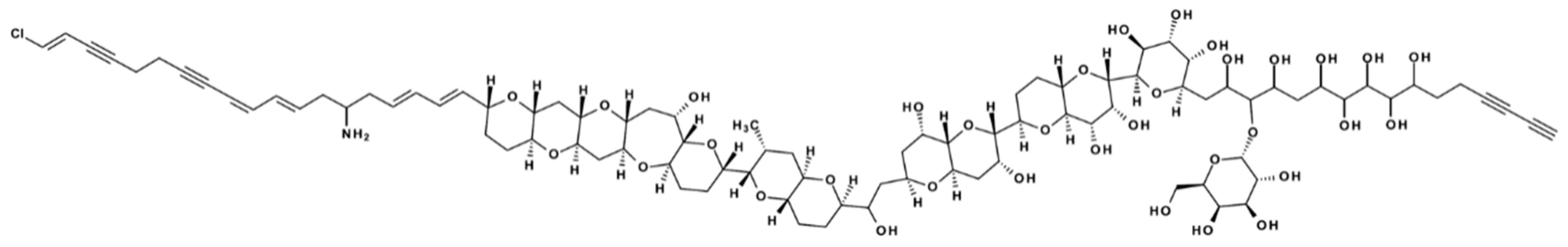
PrymB2

Prymnesin-B1 (PrymB1) ist ein weiteres Toxin aus der Klasse der Prymnesine, die von P. parvum gebildet werden. Auch hier ist die Giftigkeit für Fische bekannt. Es handelt sich um ein Typ-B-Prymnesin, das sich im Vergleich zu Typ-A-Prymnesinen (wie Prymnesin-2) durch die Anzahl der Rückgratzyklen unterscheidet.
Eine weitere Substanz aus der Klasse der Typ-B-Prymnesine ist Prymnesin-B2 (PrymB2).

## Typ C
Die Typ-C-Prymnesine (PrymC) sind die Gruppe der Prymnesine mit der größten Diversität. Dieser Typ ist derzeit (2019) noch am wenigsten verstanden.